# Те ноћи сам је видео (роман)
Те ноћи сам је видео роман је словеначког есејиста и драматика Драга Јанчара.

## Историјска позадина
Дело је ауторско књижевно тумачење истините приче брачног пара Хрибар (Радо Хрибар, рођен 1901. и његове жене Ксеније Горуп пл. Славињске, рођене 1905). из Љубљане, власника дворца Стрмол у Горењској. Догађај је претходно књижевно обрадио Тоне Перчич (приповетка Камнити гост, Нова ревија 1992, и роман И закуцаћеш ми ноћу на врата, 1998), а описан је и у Церкљанском зборнику 1964. и у Марија Цветек, Спомини на Стрмол: Вилма Мланда Уркар – Стр. Кроника 2006.
Драго Јанчар је део романа сместио и у Врање, где је служио ЈНА.

## Награде и признања
Роман се по објављивању нашао на врху листа бестселера, а критичари су га сматрали једним од најбољих књижевних текстова о Словенцима захваћеним Другим светским ратом (релација бела гарда - партизани) и медђуособним односима. Године 2010., роман је добио награду Кресник за најбољи словеначки роман. Драго Јанчар је тако постао прва особа у двадесетједногодишњој историји ове награде која је добила награду Кресник по трећи пут: 1999. године награђен је за роман „Звенење у глави“, а две године касније за роман „Катарина, пав и језуит“ . Године 2020., проглашен је за најбољи роман награђен Кресником између 2010. и 2019. године (Кресник деценије). 
У школској години 2011-2012., роман је изабран за национални конкурс за Цанкарјеву награду, коју су читали ученици 3. и 4. разреда средње школе.

## Издања и преводи
Прво словеначко издање објављено је 2010. године (COBISS), а затим је уследило неколико репринта. Године 2012, уз подршку Извршне агенције за образовање, аудиовизуелне технологије и културу, EACEA, преведено је на хрватски језик, 2013. на руски и бугарски, 2014. на српски, македонски, румунски, пољски и француски, а затим и на друге језике.